# S-IC
S-IC (вимовляється як Ес-ван-Сі) — перша ступінь американської ракети «Сатурн V». Ступінь S-IC виготовлена компанією Boeing. Подібно до перших ступенів більшості ракет, більша частина її маси перевищує 2,000 тонн при запуску було паливо, в даному випадку ракетне паливо РП-1 і окислювач рідкий кисень (LOX). Була 42 м висотою і 10 м у діаметрі. Ступінь давала достатньо тяги на рівні моря, щоб ракета пройшла перші 61 км сходження. Ступінь мала п'ять двигунів F-1 у квінкунксовому розташуванні. Центральний двигун був зафіксований на місці, тоді як чотири зовнішні двигуни могли бути гідравлічно підвішені для керування ракетою.

## Виробництво
Компанія Boeing отримала контракт на виробництво S-IC 15 грудня 1961 року. До цього часу інженери Центру космічних польотів Маршалла (MSFC) визначили загальний дизайн сцени. Основним місцем виробництва був Michoud Assembly Facility, Новий Орлеан. Випробування в аеродинамічній трубі проходили в Сіетлі, а обробка інструментів, необхідних для будівництва сцен, проводилася в Вічіті, штат Канзас.
MSFC створив перші три випробувальні етапи (S-IC-T, S-IC-S і S-IC-F) і перші дві льотні моделі (S-IC-1 і -2). 
На створення танків знадобилося приблизно сім-дев’ять місяців, а на завершення етапу – 14 місяців. Першим ступенем, побудованим компанією Boeing, був тестовий зразок S-IC-D.
На додаток до чотирьох етапів випробувань NASA замовило 15 етапів польоту (S-IC-1 до -15) для підтримки початкової програми Apollo. У липні 1967 року NASA уклало з компанією Boeing контракт на початок довготривалого придбання предметів (таких як паливні лінії та компоненти бака) для 16-го та 17-го ступенів S-IC. Повний контракт на будівництво S-IC-16 до S-IC-25 був складений протягом середини 1967 року, але етапи після S-IC-15 були повністю скасовані в жовтні того ж року через бюджетні обмеження. S-IC-16 до -25 використовувався для подальших місій Apollo, включно з програмою застосування Аполлон.

## Дизайн
S-IC складався з п'яти основних підрозділів.
Найбільшим і найважчим окремим компонентом S-IC була конструкція тяги з масою 24 коротких тонн (22 000 кг). Вона була розроблена, щоб підтримувати тягу п’яти двигунів і рівномірно розподіляти її по базі ракети. Було чотири якоря, які утримували ракету, коли вона створювала тягу. Це були одні з найбільших алюмінієвих поковок, вироблених у США на той час, 4.3 м завдовжки та 816 кг у вазі. Чотири стабілізуючі ребра витримали температуру 1,100 °C.
П’ять двигунів F-1 запалювали в 3 етапи, де спочатку запалювався центральний двигун, потім два зовнішні двигуни, а потім два зовнішні двигуни, що залишилися. Ці три події запалювання були розділені лише 300 мілісекундами. Цей підхід до запалювання в шаховому порядку зменшив навантаження на структуру тяги, оскільки миттєве запалювання всіх п’яти двигунів спричинило б величезне навантаження на ступінь.

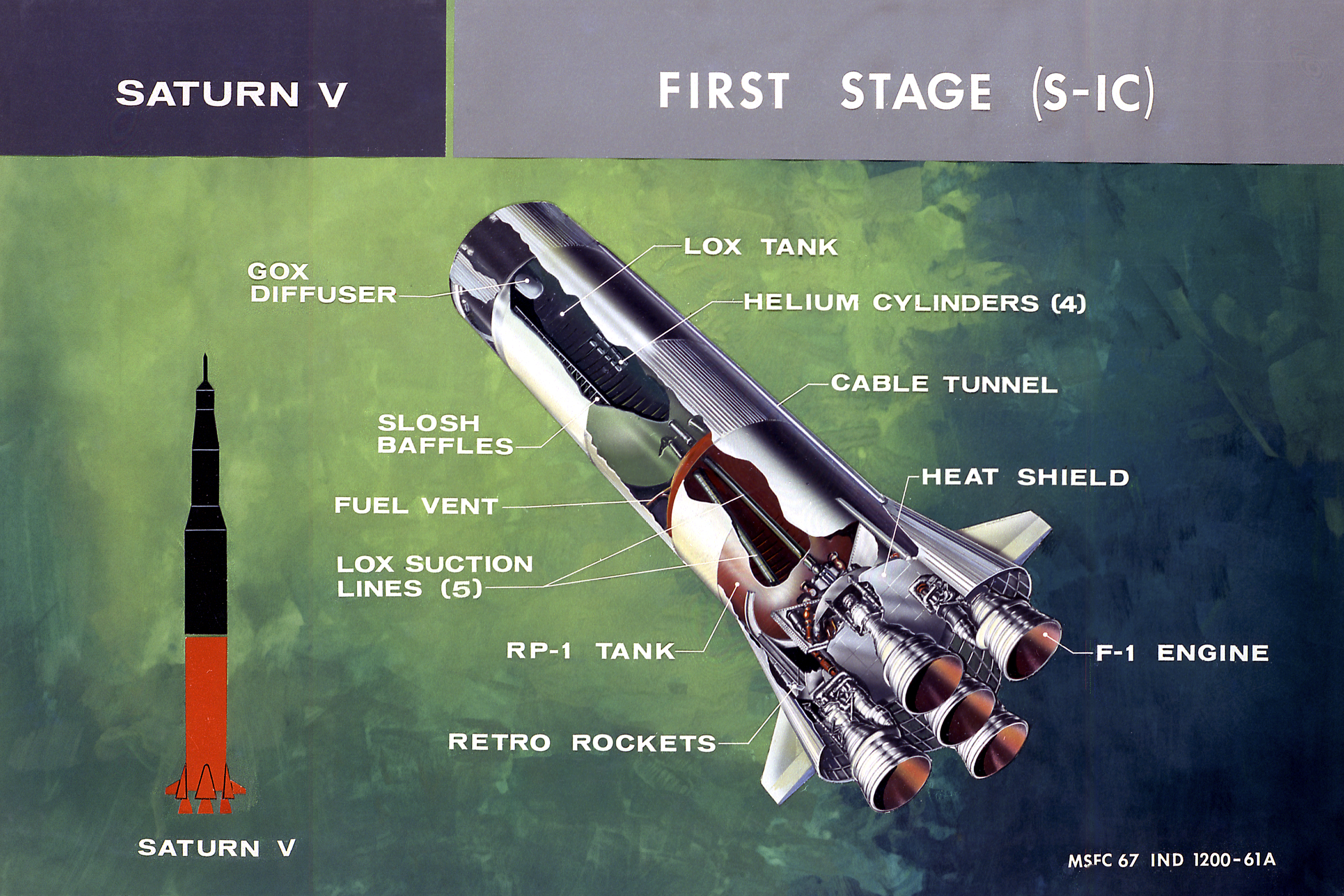
Діаграма розрізу S-IC.
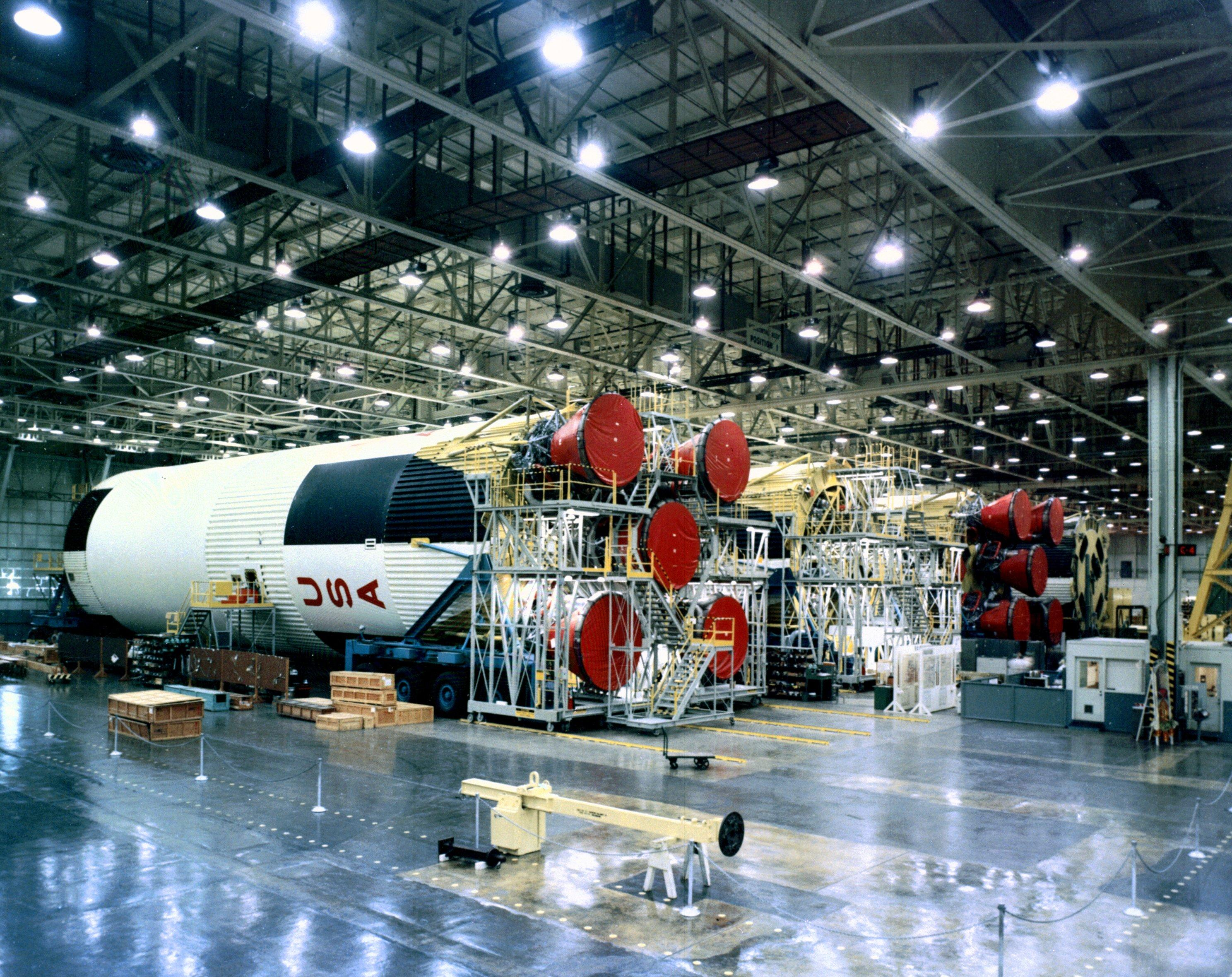
Сатурн V перших ступенів S-1C-10, S-1C-11 і S-1C-9 на заводі Michoud Assembly Facility.
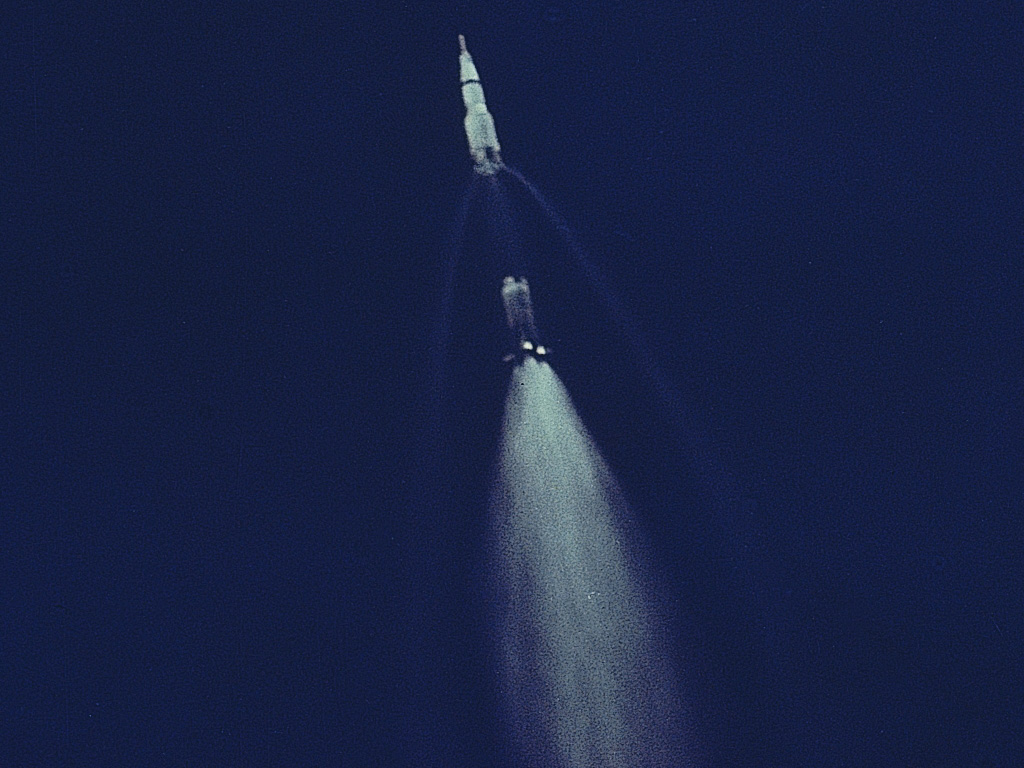
Роз'єднання S-IC "Аполлон-11".